# Yumekui Merry
Yumekui Merry (яп. 夢喰いメリー Юмэкуи Мэри, букв. «Пожирательница снов Мерри») — манга Ёситаки Усики, выходившая в журнале Manga Time Kirara Forward с марта 2008 года по ноябрь 2020 года. В январе-апреле 2011 года прошла трансляция аниме-сериала по сюжету манги производства студии J.C.Staff.

## Сюжет
Сюжет повествует о школьнике Юмэдзи Фудзиваре, в возрасте семи лет открывшем в себе способность видеть ауру снов. Отдельно от других он выделяет ауру чёрную — цвет кошмара, который снится ему изо дня в день и в котором он сражается с котами и их повелителем. Когда он однажды шёл по улице на него внезапно свалилась симпатичная незнакомка, но та почти сразу же убежала. Уже через несколько секунд он продолжил свой путь домой, однако осознал, что находится «во сне наяву» — на него нападают кошки и таинственный Джон Доу, их лидер. На помощь ему приходит та самая девушка, которая некоторое время назад на него свалилась и которая заявляет, что она — демон из мира снов.

## Мир грёз и демоны
По сюжету манги существует 2 параллельных мира: мир реальности и мир грёз. Во время сна люди попадают в мир грёз. Разные сны — это разные мирки, созданные его обитателями или воображением самих людей. Мир грез населяют «демоны грёз» волшебные существа и вступают в контакт со спящими людьми. Они имеют разный облик, от игрушки до гуманоидного существа. Каждый обладает своей собственной волшебной силой. Но главная общая черта — зрачок имеющий индивидуальную форму, например форму креста, треугольника, или иной фигурки. Как и люди, демоны бывают добрые и злые. Так как демоны не могут существовать в мире людей, им нужен носитель — человек, сознанием которого можно овладевать в любое время. Для этого нужно захватить мечту человека и стать с ней единой. Человек в состоянии сна при этом будет заточён в мирке своего демона — носителя. Некоторые добрые демоны сближаются со своими носителями и становятся их верными друзьями и попутчиками. Другие, наоборот, могут полностью подчинить волю человека для своих корыстных целей. Когда демон подчиняет сознание, зрачки человека приобретают причудливую форму символа. Если убить демона, овладевшего человеком, то вместе с демоном умирает и мечта данного носителя.

## Персонажи

### Главные герои
- Юмэдзи Фудзивара (яп. 藤原 夢路 Фудзивара Юмэдзи) — Главный герой сюжета. Ученик 2 класса старшей школы Рикка. В детстве получил способность различать ауру людей. Например, он может увидеть ауру человека, захваченного демоном грёз. Именно поэтому к нему присоединилась Мерри, не имея этой способности. Юмэдзи достаточно ленив, но при этом всегда готов помочь другу, если это необходимо. Является поклонником супергероя по имени Гуритё. Умеет осознанно проникать в мир снов и помогает в сражениях с демонами. В начале истории сам чуть не попал под власть Джона Доу, но был спасён Мерри. Зрачки Юмэдзи имеют «смешанную» форму — сквозь обычный зрачок проглядывает прямоугольный, причём прямоугольную форму зрачка имеет и Мерри. Может прорывать ткань мира грез, тем самым вызывая смешение двух миров демонов, способность уникальна.

Сэйю — Нобухико Окамото
- Мерри Найтмейр (яп. メリー・ナイトメア Мэри: Найтомэа) — Демон грёз, самоназвание «пожирательница снов». Носит необычную одежду, свойственную только демонам грёз, её голову покрывает панама. Ненавидит острую пищу и газировку, обожает есть пончики; увлекается видеоиграми. Из-за массового прорыва врат была выслана на Землю против своей воли вместе с другими демонами (Мерри является демоном, территория которого — врата, соединяющие мир грёз и реальность). 10 лет назад попала в мир людей и забыла своё прошлое, после чего была вынуждена скитаться по городам Японии, пока не встретила Юмэдзи. Узнав, что он способен сознательно проникать в сны, начала жить вместе с ним и охотится на демонов, захвативших мечты людей. Мерри имеет уникальную способность материализоваться в мире людей, в то время, как другие демоны, чтобы попасть в мир людей, должны вселится в человека и подчинить его сознание. Мечтает вернутся в мир снов, но не знает как это сделать. Также, так как демоны зависимы от своей территории, иногда теряет сознание, а причина этого — разрушение врат, организованное Фаросом Геркулесом (самым сильным демоном мира грез) для слияния 2 миров в один. Способна «выкидывать» демона обратно в мир снов, что многие считали невозможным.

Сэйю — Аянэ Сакура

### Второстепенные персонажи
- Джон Доу (яп. ジョン・ドゥ) — Демон, хозяин армии кошек. Мечтал заполучить тело Юмэдзи, чтобы через него проникнуть в реальный мир. Сейчас же находится в теле кота, которое он выбрал добровольно. После сражения Юмэдзи с Энджи Фрипис вылечил его. На данный момент — на стороне Юмэдзи, научил его сражаться. Себя называет «Союзником Истины».

Сэйю — Дзёдзи Наката
- Исана Татибана (яп. 橘 勇魚 Татибана Исана) — Подруга детства и одноклассница Юмэдзи, очень застенчивая девушка. Дочь повара, подрабатывает в ресторане, где работает её отец.

Сэйю — Аи Каяно
- Мэй Хосино (яп. 星野 鳴 Хосино Мэй) — Подруга Юмэдзи, глава школьного кружка писателей. Добрая тихая девушка с зелёными волосами. Её кошмар был первым, кого изгнала Мерри вместе с Юмэдзи.

Сэйю — Нацуки Такамори
- Такатэру Акиянаги (яп. 秋柳 貴照 Акиянаги Такатэру) — Друг Юмэдзи, участник школьного клуба писателей. Любит сочинять стихи. Болезнен. Сосуд Фароса Геркулеса.

Сэйю — Синносукэ Татибана
- Саки Кирисима (яп. 霧島 咲 Кирисима Саки) — Подруга Юмэдзи, участница школьного клуба писателей.

Сэйю — Марина Исэ
- Юи Конаги (яп. 光凪 由衣 Ко:наги Юи) — Молодая девушка, которую Юмэдзи встречает в супермаркете. Сосуд Энджи Фрипис.

Сэйю — Томоко Акия
- Энджи Фрипис (яп. エンギ・スリーピース) — Демоница, которой, в отличие от Мерри, требуется «сосуд» чтобы проникнуть в человеческий мир. Сначала попыталась уничтожить Мерри, предполагая, что она причастна к смерти её сестры. На данный момент союзница Мерри.

Сэйю — Ая Эндо

## Медия

### Манга
Серия манги за авторством Усики Ёситака издавалась в журнале Manga Time Kirara Forward с 24 марта 2008 года по 24 ноября 2020. Было выпущено 24 тома танкобонов, первый из которых был выпущен 27 октября 2008 года, а последний - 11 декабря 2020 года. Манга была лицензирован во Франции и Германии под названием Merry Nightmare.
| №  | Японская: дата публикации | Японская: ISBN         |
| -- | ------------------------- | ---------------------- |
| 1  | 27 октября 2008 года      | ISBN 978-4-8322-7748-9 |
| 2  | 12 мая 2009 года          | ISBN 978-4-8322-7804-2 |
| 3  | 11 ноября 2009 года       | ISBN 978-4-8322-7856-1 |
| 4  | 12 апреля 2010 года       | ISBN 978-4-8322-7903-2 |
| 5  | 11 декабря 2010 года      | ISBN 978-4-8322-7968-1 |
| 6  | 12 февраля 2011 года      | ISBN 978-4-8322-7988-9 |
| 7  | 11 августа 2011 года      | ISBN 978-4-8322-4051-3 |
| 8  | 12 апреля 2012 года       | ISBN 978-4-8322-4136-7 |
| 9  | 12 октября 2012 года      | ISBN 978-4-8322-4202-9 |
| 10 | 12 июня 2013              | ISBN 978-4-8322-4308-8 |
| 11 | 12 ноября 2013            | ISBN 978-4-8322-4367-5 |
| 12 | 12 мая 2014               | ISBN 978-4-8322-4439-9 |
| 13 | 10 января 2015            | ISBN 978-4-8322-4514-3 |
| 14 | 12 мая 2014               | ISBN 978-4-8322-4568-6 |
| 15 | 12 февраля 2016           | ISBN 978-4-8322-4662-1 |
| 16 | 12 июля 2016              | ISBN 978-4-8322-4717-8 |
| 17 | 12 января 2017            | ISBN 978-4-8322-4791-8 |
| 18 | 12 октября 2017           | ISBN 978-4-8322-4881-6 |
| 19 | 12 марта 2018             | ISBN 978-4-8322-4926-4 |
| 20 | 12 сентября 2018          | ISBN 978-4-8322-4976-9 |
| 21 | 11 мая 2019               | ISBN 978-4-8322-7093-0 |
| 22 | 12 ноября 2019            | ISBN 978-4-8322-7133-3 |
| 23 | 12 июня 2020              | ISBN 978-4-8322-7195-1 |
| 24 | 11 декабря 2020           | ISBN 978-4-8322-7233-0 |

### Аниме
Аниме-сериал, основанный на манге Yumekui Merry, был анонсирован в сентябрьском выпуске журнала Manga Time Kirara Forward от издательства Houbunsha. Сериал был создан на студии J.C.Staff, под руководством режиссёра Ямаути Сигэясу по сценарию Сиранэ Хидэки, с музыкальным сопровождением композитора Оку Кэйити. Сериал транслировался в Японии в рамках Токийской радиовещательной системы в период с 7 января 2011 года по 8 апреля 2011 года, а позднее был ретранслирован в рамках радиовещательной системы Chubu-Nippon Broadcasting, RKK и спутникового канала BS-TBS.
Открывающая музыкальная композиция:
- Daydream Syndrome (вокал Марина Фудзивара, аранжировка и текст IOSYS)

Закрывающая музыкальная композиция:
- Yume to Kibou to Ashita no Atashi (яп. ユメとキボーとアシタのアタシ) (вокал Аянэ Сакура, аранжировка и текст IOSYS)

#### Список серий
| Список серий | Список серий                                                                                    | Список серий         |
| № серии      | Название                                                                                        | Трансляция в Японии  |
| ------------ | ----------------------------------------------------------------------------------------------- | -------------------- |
| 1            | Dream Reality «yumeutsutsu» (夢現（ゆめうつつ）)                                                | 6 января 2011 года   |
| 2            | Dreams And Hopes «yume mo kibou mo» (夢もキボーも)                                              | 13 января 2011 года  |
| 3            | From the Other Side of a Dream «yume no mukou kara» (夢の向こうから)                            | 20 января 2011 года  |
| 4            | Dream Eater Merry «yumekui merii» (夢喰いメリー)                                                | 27 января 2011 года  |
| 5            | Astray in a Dream «yume ni madotte» (夢に惑って)                                                | 3 февраля 2011 года  |
| 6            | Chances of meeting in a Dream «yume kaikou» (夢邂逅)                                            | 10 февраля 2011 года |
| 7            | Dreams and Swimsuits and the Color of the Sea «yume to mizugi to umi no iro» (夢と水着と海の色) | 17 февраля 2011 года |
| 8            | Dream Corridor «yume kairou» (夢回廊)                                                           | 24 февраля 2011 года |
| 9            | Dreams Disturbed «yume midarete» (夢乱れて)                                                     | 3 марта 2011 года    |
| 10           | Not Awekening in a Dream «yume kara mezamezu ni» (夢から覚めずに)                               | 10 марта 2011 года   |
| 11           | Guardin of a Dreams «yume no moribito» (夢の守り人)                                             | 24 марта 2011 года   |
| 12           | Nightmare «muen» (夢魘（むえん）)                                                               | 31 марта 2011 года   |
| 13           | Dream Again «yume futatabi» (夢ふたたび)                                                        | 7 апреля 2011 года   |